# Dimos Meganisi
Dimos Meganisi (Meganisi) är en kommun i Grekland.   Den ligger i prefekturen Lefkas och regionen Joniska öarna, i den centrala delen av landet, 270 km väster om huvudstaden Aten. Antalet invånare är 994. Arean är 22,4 kvadratkilometer.
Terrängen i Dimos Meganisi är platt åt nordost, men åt sydväst är den kuperad.